# کوون چانگ-سوک
کوون چانگ-سوک (انگلیسی: Kwon Chang-sook؛ زادهٔ ۱۷ سپتامبر ۱۹۷۲) بازیکن هاکی روی چمن اهل کره جنوبی بود.
از افتخارات وی میتوان به کسب مدال نقره در بازی‌های المپیک تابستانی ۱۹۹۶ اشاره‌کرد.